# (200378) 2000 QV134
(200378) 2000 QV134 es un asteroide perteneciente al cinturón de asteroides descubierto el 26 de agosto de 2000 por el equipo del Lincoln Near-Earth Asteroid Research desde el Laboratorio Lincoln, Socorro, Nuevo México, Estados Unidos.

## Designación y nombre
Designado provisionalmente como 2000 QV134.

## Características orbitales
2000 QV134 está situado a una distancia media del Sol de 2,367 ua, pudiendo alejarse hasta 2,728 ua y acercarse hasta 2,007 ua. Su excentricidad es 0,152 y la inclinación orbital 5,189 grados. Emplea 1330,78 días en completar una órbita alrededor del Sol.

## Características físicas
La magnitud absoluta de 2000 QV134 es 16,6. 